# Surf Ninjas
Surf Ninjas (bra: Surfistas Ninjas) é um filme norte-americano, do gênero comédia envolvendo artes marciais, dirigido por Neal Israel e escrito por Dan Gordon. O filme é estrelado por Ernie Reyes Jr., Rob Schneider, Nicolas Cowan e Leslie Nielsen. O filme, cuja história trata de dois surfistas adolescentes de Los Angeles, que descobrem ser os únicos herdeiros de um antigo império, situado no oriente. Um esquadrão de ninjas, decide eliminar a dupla. Os adolescentes contra-atacam e, mais tarde, decidem libertar seu povo, partindo para o oriente.
Surf Ninjas foi filmado em Los Angeles, Havaí e Tailândia. Um jogo eletrônico também foi desenvolvido e lançado em conjunto com o filme. Sua estreia se deu em 20 de agosto de 1993. O filme foi lançado em VHS em dezembro de 1993 e re-lançado em DVD em setembro de 2002.

## Enredo
Johnny e Adam, dois jovens experts surfistas, estavam satisfeitos em passar seus dias pegando onda, mas descobrem que na verdade, são herdeiros diretos da família real que uma vez governou Patu San, uma exótica ilha tropical, no Mar da China do Sul. Agora que eles cresceram, chegou a hora de voltarem para o lar verdadeiro e conduzirem uma rebelião para restaurar a liberdade de seu povo. Mas para isso, eles teriam que derrotar um grupo de ninjas implacáveis sob o comando do cruel Coronel Chi. Sempre protegidos por Zatch, um mestre guerreiro Ninja, eles entram em ação. É hora de salvar o mundo.

## Elenco
- Ernie Reyes Jr. como Johnny
- Ernie Reyes, Sr. como Zatch
- Nicolas Cowan como Adam
- Rob Schneider como Iggy
- John Karlen como Mac
- Kelly Hu como Ro-May
- Tone Loc como Tenente Spence
- Leslie Nielsen como Coronel Chi
- Neal Israel como Mr. Dunbar

## Produção
Surf Ninjas foi filmado durante o verão de 1992. Locações na Tailândia e Havaí.